# Ang Lee
Ang Lee () (Pingtun, Tajvan, 1954. október 23. –) tajvani származású kétszeres Oscar-díjas filmrendező.

## Karrier-áttekintés
A 2007-ben megjelent, tajvani rendezőről írt könyvében (The Cinema of Ang Lee: The other side of the screen) Whitney Crothers Dilley filmjein keresztül részletesen elemezte Ang Lee művészetét, és azt is megállapította, hogy a rendező visszatérő témái közé tartoznak az elidegenedés, a társadalmi kirekesztés, valamint az elnyomás. Ang Lee sok filmje foglalkozott továbbá a régi és a modern kor konfliktusával, egymással való együttélésével. Néhány filmjére a könnyed humoros stílus is jellemző, ami lényegesen eltér attól a tragikus történelmi realizmustól, mely 1987, azaz a hadijog eltörlése utáni időszakban jellemezte a tajvani filmgyártást. Jóllehet az Esküvői bankett (The Wedding Banquet) Lee karrierjében mindenképpen fontos állomást jelentett, és 1993 egyik legsikeresebb filmje lett, az igazi áttörést az 1995-ös Értelem és érzelem (Sense and sensibility) hozta meg a rendező számára. Ezt követően két filmje, a Tigris és sárkány (Crouching Tiger Hidden Dragon) (melyet Oscar-díjra jelöltek többek között a legjobb rendező kategóriájában is), valamint a Túl a barátságon (Brokeback Mountain) (melyért meg is kapta a legjobb rendezőnek járó Oscar-díjat) egyaránt kulturális mérföldköveknek számítottak, és díjak sorát seperték be.
A Tigris és Sárkány rendezői változatát a Dartmouth Kollégium Ivy League nevű egyetemvárosában mutatták be 2000-ben. 2001-ben Sean Penn-nel közösen kapták meg a Dartmouth Filmdíjat. Ang Lee Dartmouthban a híres Kai Wongot is tanította.
Lee 2005-ös filmje, a Túl a barátságon elnyerte a Velencei Filmfesztivál díját, az Arany Oroszlánt, valamint a Los Angeles-i, New York-i és londoni kritikák az év legjobb filmjének kiáltották ki. A film elnyerte továbbá a 2005-ös Golden Globe díjat a legjobb filmdráma illetve legjobb rendező kategóriákban. A filmet nyolc Oscar-díjra jelölték, Lee-t munkájáért a legjobb rendező díjával tüntették ki. Ő lett az első ázsiai (nem kaukázusi) rendező, aki Oscar-díjat nyert. 
Lee 2007-es, Ellenséges vágyak (Lust, caution) c. filmje egy újabb Arany Oroszlán díjat szerzett neki, így ő lett a második rendező, aki kétszer is megkapta a Velencei Nemzetközi Filmfesztiválnak e nagybecsű díját.

## Fiatalkora

### Iskolák
Ang Lee a tajvani Pingtung tartomány Chaochou városában született. Hagyományos családban nőtt fel, ahol az oktatást és különösen a klasszikus kínai műveltség elsajátítását nagyon fontosnak tartották a szülők. Ang Lee szülei 1949, azaz a Kínai Nemzeti Párt polgárháborús veresége után települtek át Tajvan szigetére a szárazföldi Kínából. Lee édesapja a dél-kínai Jiangxi tartomány szülötte volt, gyermekeit kínai irodalomra, művészetre és kalligráfiára oktatta. Lee nagyszülei az 1966-os kulturális forradalom áldozatai lettek, mivel a Fekete Öt Csoportjába (黑五类) sorolták őket. Lee a Nemzeti Tajvani Első Szenior Középiskolába járt, ahol édesapja korábban iskolaigazgatóként dolgozott. Ahhoz, hogy belépjen a tajvani egyetemi felsőoktatásba, sikerrel kellett volna vizsgáznia az évente rendezett ’Főiskolák és Egyetemek Felvételi Vizsgáján’, azonban édesapja nagy csalódására a vizsgán kétszer is megbukott. Ezek után a hároméves képzést nyújtó Nemzeti Bölcsésztudományi Intézetben folytatta tanulmányait (ma Nemzeti Bölcsészettudományi Egyetem), és 1975-ben végzett. Édesapja azt szerette volna, ha fia tanárként helyezkedik el, de Lee érdeklődése a tanulmányai során művészeti irányba terelődött. Miután megnézte Ingmar Bergman 1960-ban forgatott Szűzforrás c. filmjét, eldöntötte, hogy a filmiparban fog dolgozni. A katonai szolgálat teljesítése után Lee az Amerikai Egyesült Államokba ment, ahol az University of Illinois at Urbana-Champaign egyetemen 1980-ban megszerezte bachelor diplomáját színházművészet szakon. Tanulmányait a New York-i Egyetem (New York University) Tish School of the Arts intézetében folytatta, és itt Master of Fine Arts fokozatot szerzett. Érdekesség, hogy Ang Spike Lee osztálytársa volt, és segédkezett diplomafilmje munkálataiban is. Lee még a tanulmányai alatt készített egy rövidfilmet A tó könnyei (Shades of the Lake) címen (1982), mely Tajvanon elnyerte a legjobb drámai rövidfilm díját. Saját diplomamunkája, a 43 perces Fine Line című dráma elnyerte a New York-i Wasserman-díjat a kiváló rendezésért.

### A diplomázás utáni hosszú szünet időszaka
Lee NYU diplomája felkeltette a William Morris Ügynökség érdeklődését: ez a híres tehetségkutató ügynökség Lee képviselője lett. A WMA ügynökség kezdetben nemigen tudott lehetőséget biztosítani a fiatal rendezőnek, így Lee hat éven keresztül munka nélkül maradt. A négyfős családot Lee felesége, Jane Lin tartotta fenn, aki molekuláris biológiával foglalkozott. Ez a kínai kultúrában elfogadhatatlan helyzet nagy nyomásnak tette ki a párt, de Jane mindig támogatta férjét. Lee ezen idő alatt különböző filmekből, darabokból merített ihletet, és több forgatókönyvet is írt. 1990-ben Lee két forgatókönyvét, a Lökő kezeket (Pushing Hands) és az Esküvői bankettet adta be a Tajvani Kormányzati Információs Iroda által szponzorált versenyére. A két forgatókönyv az első, illetve a második helyen végzett a versenyben. A győztes forgatókönyvek, valamint Lee egyedülálló és újszerű stílusa megragadták Li-Kong Hsu (徐立功) híres tajvani filmstúdió-menedzser fantáziáját. Hsu producer felkérte Lee-t, hogy forgassa le filmjét, a Lökő kezeket, majd 1991-ben be is mutatták.

## A tajvani debütálás
A Lökő kezek (1992) című filmet a kritikák elismeréssel fogadták, és a film bevételei is nagyon jó mutatókkal szolgáltak. A film az Arany Ló Filmfesztiválon nyolc jelölést kapott; ez Tajvan legnagyobb filmes eseménye. Hsu a sikeren felbuzdulva Lee másik filmjének elkészítésében is segédkezett. Az Esküvői bankett (1993) elnyerte a berlini Fesztivál Arany Medve díját, a legjobb külföldi film kategóriában jelölték a Golden Globe, valamint Oscar-díjra. A film összesen tizenegy tajvani és nemzetközi díjat kapott, és Ang Lee-t sztárrendezővé emelte.
Lee első két filmje tajvani amerikaiakról szólt, és mind a két filmet az Egyesült Államokban forgatták. 1995-ben Hsu meghívására Lee visszatért Tajvanra, ahol leforgatták az Étel, ital, férfi, nő című filmet. Ez a film Tajpejben játszódik, és hagyományos értékeket, modern kapcsolatokat, valamint családi konfliktusokat mutat be. Ez a film is, akárcsak elődei, nagy sikert aratott. Lee filmjét ismét jelölték Golden Globe- és Oscar-díjra mint a legjobb külföldi filmet. Az Étel, ital, férfi, nő Tajvanon és világszerte öt díjat kapott; az Independent Spirit Lee-t választotta a legjobb rendezőnek. Hollywood megvásárolta a film jogait, így a film remake-jét 2001-ben Maria Ripoll készítette el Tortilla Soup címen. Ez azon ritka események egyike volt, amikor tajvani film remake-jét a szigeten kívül, más országban készítettek el.

## Hollywood

### Értelem és érzelem
Lee első három drámájának sikere megnyitotta számára az utat Hollywoodba. 1995-ben Lee megrendezte a Columbia Tristar angol klasszikusát az Értelem és érzelmet. A Berlini Filmfesztiválon újra elnyerte az Arany Medve díjat. A filmet továbbá hét Oscarra jelölték, és Emma Thompson, aki a forgatókönyvet írta, és a filmben olyan partnerekkel játszott együtt, mint Hugh Grant és Kate Winslet, elnyerte a legjobb adaptált forgatókönyvnek járó díjat. Az Értelem és érzelem nem utolsósorban elnyerte a Golden Globe legjobb filmdráma díját.
Ezek után Lee további két filmet rendezett: a Jégvihar-t (1997), amely az 1970-es években, egy amerikai kisvárosban játszódó családi szatíra, valamint a Pokol lovasait (1999), egy amerikai polgárháborúról szóló drámát. A két filmet a kritikák nagyon dicsértek, de a bevételeik alapján nem könyvelhetők el egyértelmű sikernek, és ez kissé nyomot hagyott Lee addig töretlen népszerűségén.

### Tigris és Sárkány
1999-ben régi barátja, Li-Kong Hsu felkérte Lee-t egy hagyományos kínai wuxia (harcművészetek és lovagi rend) film elkészítésére. Lee nagyon megörült a lehetőségnek, mivel ez gyermekkori álma volt. A Tigris és sárkány (2000) készítéséhez Tajvanból, Hongkongból és a szárazföldi Kínából egy profikból álló csapatot toborzott össze. A film világszerte meglepetésszerű siker lett. A filmet eredeti kínai nyelven és feliratosan vetítették a mozik. Sok országban, többek között az Egyesült Államokban és Angliában a legsikeresebb külföldi film lett. A filmet Oscar-díjra jelölték a legjobb film, a legjobb külföldi film, valamint a legjobb rendező kategóriákban. Végül elnyerte a legjobb külföldi filmnek járó Oscar-díjat. A Tigris és Sárkány sikere más kínai rendezőket is (többek között Zhang Yimout és Chen Kaige-et) további nyugati közönség számára készített wuxia filmek rendezésére buzdított.
2003-ban Lee elkészítette első nagy költségvetésű mozifilmjét, a Hulkot, mely mind a kritikák, mind a közönség fogadtatása szempontjából bukást jelentett. A film messze nem váltotta be a Universal filmstúdió bevételhez fűzött elvárásait sem. Lee a film bukása után a visszavonuláson gondolkodott, de édesapja bátorítására mégsem adta fel karrierjét.

### Túl a barátságon
Lee úgy döntött, hogy elvállalja az Annie Proulx, Pulitzer-díjas Túl a barátságon című regényén alapuló, alacsony költségvetésű, független film elkészítését. Egy 2005-ös interjúban Lee így nyilatkozott: „Mit is tudhatnék egy wyomingi buzifarmról?” A rendezőt némi felháborodást keltő szavai ellenére sem távolították el a székéből, és a Túl a barátságon híven tanúskodik arról, hogy Lee mesterien ért az emberi szívekben zajló folyamatok mély és hiteles ábrázolásához.
A 2005-ös, két wyomingi birkapásztor cowboy tiltott szerelméről szóló film azonnal a nyilvános érdeklődés középpontjába került, és heves vitákat váltott ki. A filmet az egekig magasztalták a kritikák, Lee számos nemzetközi filmfesztiválon elnyerte a legjobb rendezőnek, valamint legjobb filmnek járó díjakat. A Brokeback Mountain – Túl a barátságon kulturális jelenséggé vált, és óriási bevételeket könyvelhetett el világszerte. A filmet nyolc Oscar-díjra jelölték, többek között a legjobb film és legjobb rendező kategóriákban. Lee-nek elnyerte a legjobb rendezőnek járó Oscar-díjat; ő lett az első kelet-ázsiai rendező, akit munkájáért ezen díjjal tüntettek ki.

### Ellenséges vágyak
A Brokeback Mountain – Túl a barátságon után Lee visszaért a kínai témához. A következő filmje, az Ellenséges vágyak, a híres sanghaji származású írónő, Eileen Chang kisregényének megfilmesítése. A kisregényt az írónő 1950-ben írta, és a történet a második világháború idején, 1939–1940-ben, a japán megszállás alatti Sanghajban játszódik. Akárcsak a Túl a barátságon esetében, az Ellentétes vágyak is egy rövid, cselekményében nem annyira mozgalmas történet megfilmesítése, így kiváló lehetőség nyílik a visszafojtott érzelmek, indulatok ábrázolására. A filmet a Focus Features forgalmazta, és 2007 nyarán, őszén mutatták be világszerte. Amerikában a film NC-17 (17 éven felülieknek) besorolást kapott nyíltan ábrázolt szexuális jelenetei miatt. Ez nagy kihívást jelentett a forgalmazóknak, mivel Amerikában a mozik többsége nem vetít NC-17 besorolású filmeket. Ennek ellenére a rendező és a filmstúdió úgy döntött, hogy a film vágatlan formában kerüljön a mozikba. Kínában viszont egy kilenc perccel megrövidített, a nagyközönségnek is elfogadható változatot mutattak be a kínai kormány megszorításai miatt.
Az Ellenséges vágyak a 2007-es Velencei Filmfesztiválon elnyerte a legjobb filmnek járó Arany Oroszlánt. Az amerikai kritikák nem mind voltak pozitívak. Tajvanon a filmet teljes, eredeti verziójában vetítették, és nagyon jó fogadtatást kapott. Lee nagyon meg volt hatva, hogy honfitársai így elismerték, ugyanakkor elismerte, hogy nem várt nagy sikert az amerikai közönségtől, hiszen a film témájában, hangvételében, témavezetésében nagyon „kínai”.

## Együttműködés James Schamusszal
Ang Lee karrierje kezdetétől fogva együtt dolgozik James Schamusszal, a híres producerrel és forgatókönyvíróval, aki minden filmjének producere és társírója volt.

## Magánélet
Ang Lee megkapta az amerikai állampolgárságot; jelenleg családjával New York város Larchmont kerületében él. Felesége Jane Lin mikrobiológus; 1983-ban házasodtak össze. Két fiuk van: Haan Lee (született 1984-ben) és Mason Lee (született 1990-ben).

## Filmográfia
- A tó könnyei (Shades of the Lake) 1982
- Lökő kezek (Pushing Hands / 推手) 1992
- Az esküvői bankett (The wedding banquet / 喜宴) 1993
- Étel, ital, férfi, nő (Eat Drink Man Woman / 饮食男女) 1994
- Értelem és érzelem (Sense and Sensibility) 1995
- Jégvihar (The Ice Storm) 1997
- A pokol lovasai (Ride with the Devil) 1999
- Tigris és Sárkány (Crouching Tiger Hidden Dragon / 卧虎苍龙) 2000
- Hulk 2003
- Brokeback Mountain – Túl a barátságon (Brokeback Mountain) 2005
- Ellenséges vágyak (Lust, Caution / 色戒) 2007
- Woodstock a kertemben (Taking Woodstock) 2009
- Pi élete (Life of Pi) 2012
- Billy Lynn hosszú, félidei sétája (Billy Lynn’s Long Halftime Walk) 2016
- Gemini Man (Gemini Man) 2019

## Fordítás
- Ez a szócikk részben vagy egészben  az   Ang Lee című angol Wikipédia-szócikk fordításán alapul.  Az eredeti cikk szerkesztőit annak laptörténete sorolja fel. Ez a jelzés csupán a megfogalmazás eredetét és a szerzői jogokat jelzi, nem szolgál a cikkben szereplő információk forrásmegjelöléseként.